# Comuna de Żagań
Żagań (polaco: Gmina Żagań) é uma gminy (comuna) na Polónia, na voivodia da Lubúsquia e no condado de Żagański. A sede do condado é a cidade de Żagań.
De acordo com os censos de 2004, a comuna tem 7012 habitantes, com uma densidade 24,9 hab/km².

## Área
Estende-se por uma área de 281,11 km², incluindo:
- área agricola: 36%
- área florestal: 48%

## Demografia
Dados de 30 de Junho 2004:
|                      | Total   | Total | Mulheres | Mulheres | Homens  | Homens |
| -------------------- | ------- | ----- | -------- | -------- | ------- | ------ |
|                      | pessoas | %     | pessoas  | %        | pessoas | %      |
| População            | 7012    | 100   | 3515     | 50,1     | 3497    | 49,9   |
| Densidade (pop./km²) | 24,9    | 100   | 12,5     | 12,5     | 12,4    | 12,4   |

De acordo com dados de 2002, o rendimento médio per capita ascendia a 1333,59 zł.

## Subdivisões
- Bożnów, Bukowina Bobrzańska, Chrobrów, Dzietrzychowice, Gorzupia, Jelenin, Łozy, Miodnica, Nieradza, Pożarów, Rudawica, Stara Kopernia, Tomaszowo, Trzebów.

## Comunas vizinhas
- Brzeźnica, Iłowa, Małomice, Nowogród Bobrzański, Osiecznica, Szprotawa, Żagań, Żary